# Mons Delisle
För andra betydelser, se Delisle.
Mons Delisle är ett litet berg på månen med en diameter vid basen av 30 kilometer. Det har en rund bas i söder och en smal utlöpare mot norr.
Mons Delisle ligger i östra delen av månhavet Mare Imbrium. Omedelbart nordost om Mons Delisle ligger kratern Delisle, i sydsydost ligger kratern Diophantus.
Mons Delisle och kratern Delisle har fått sitt namn efter den franske astronomen Joseph Nicolas Delisle.